# Hesperopsis
Hesperopsis es un género de lepidópteros ditrisios de la subfamilia Pyrginae  dentro de la familia Hesperiidae.

## Especies
- Hesperopsis alpheus (Edwards, 1876)
- Hesperopsis gracielae (MacNeill, 1970)
- Hesperopsis libya (Scudder, 1878)